# Uromastyx
Uromastyx (Merrem, 1820) è un genere di sauri della famiglia Agamidae.

## Descrizione
Le specie più conosciute sono l'uromastice acantinuro (Uromastyx acanthinura), diffuso nelle zone rocciose del Sahara e dalla lunghezza fino a 45 centimetri, di cui più di un terzo spetta alla coda, munita sopra e ai lati di grosse e appuntite squame cornee; l'Uromastyx aegyptia, la più grande delle specie, raggiungendo i 75 cm di lunghezza, e in rari casi circa 90 cm; l'Uromastyx dispar, che nella sottospecie flavifasciata raggiunge i 45–55 cm di taglia massima; l'Uromastyx geyri, noto per le sue fasi di colorazione molto accese (generalmente giallo, rosso o arancione con macchie, strisce, ocelli o bande nerastre o bianche); l'Uromastyx ocellata, di piccole dimensioni (raramente supera i 30–35 cm) e molto colorato; l'Uromastyx ornata, di dimensioni medio-piccole e colori molto accesi. Il rappresentante più piccolo della specie è l'uromastice dalla coda a pettine (Uromastyx princeps), diffuso fra le pietraie della Migiurtinia, regione della Somalia, di dimensioni più piccole (raggiunge al massimo i 22 centimetri), la cui coda è fornita di formazioni a punta che la fanno rassomigliare ad un rozzo pettine, da cui il nome comune.

## Biologia
Sono rettili  deserticoli ad attività esclusivamente diurna e si cibano di vegetali, semi, fiori, arbusti, occasionalmente in giovane età, possono integrare la loro dieta con proteine animali, generalmente insetti.

## Distribuzione e habitat
Buona parte delle specie sono diffuse nell'Africa subsahariana, e in Arabia Saudita.

## Tassonomia
Il genere comprende le seguenti specie:
- Uromastyx acanthinura Bell, 1825
- Uromastyx aegyptia (Forskal, 1775)
- Uromastyx alfredschmidti Wilms & Böhme, 2001
- Uromastyx benti (Anderson, 1894)
- Uromastyx dispar Heyden, 1827
- Uromastyx geyri Müller, 1922
- Uromastyx macfadyeni (Parker, 1932)
- Uromastyx nigriventris Rothschild & Hartert, 1912
- Uromastyx occidentalis Mateo, Geniez, Lopez-Jurado & Bons, 1999
- Uromastyx ocellata Lichtenstein, 1823
- Uromastyx ornata Heyden, 1827
- Uromastyx princeps O'Shaughnessy, 1880
- Uromastyx shobraki Wilms & Schmitz, 2007
- Uromastyx thomasi Parker, 1930
- Uromastyx yemenensis Wilms & Schmitz, 2007